# سگ بیشه
سگ وحشی آمریکای جنوبی (نام علمی: 'Speothos venaticus') پستانداری گوشت‌خوار و جزء خانواده سگ سانان است. این حیوان بومی آمریکای جنوبی است. آنها حیوانات در نزدیکی تهدید هستند.

## پراکنش
این حیوان در آرژانتین، پاراگوئه، بولیوی، پرو، کلمبیا، اکوادور، ونزوئلا، پاناما، سورینام، گویان و برزیل زندگی می‌کند.

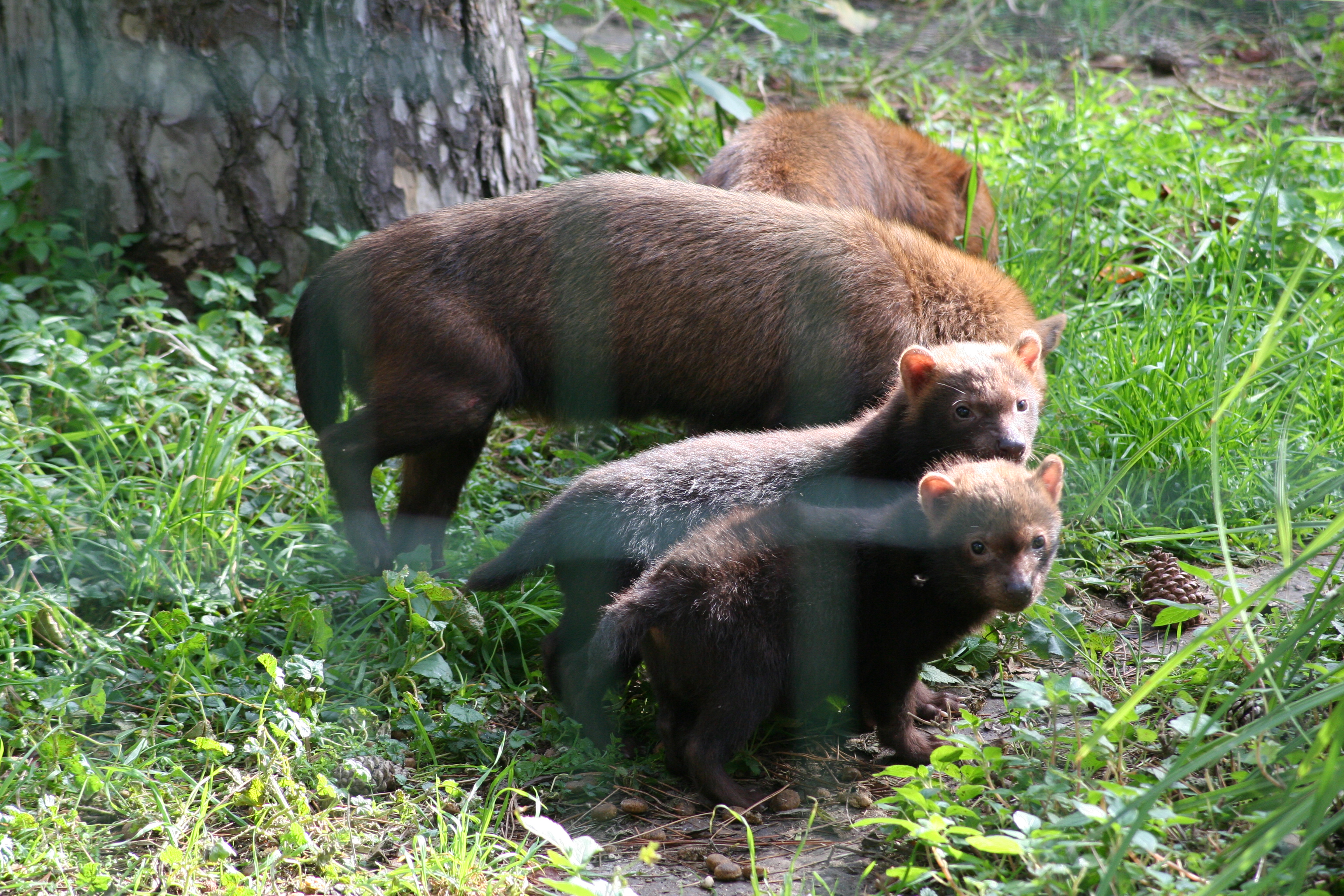
سگ وحشی آمریکای جنوبی

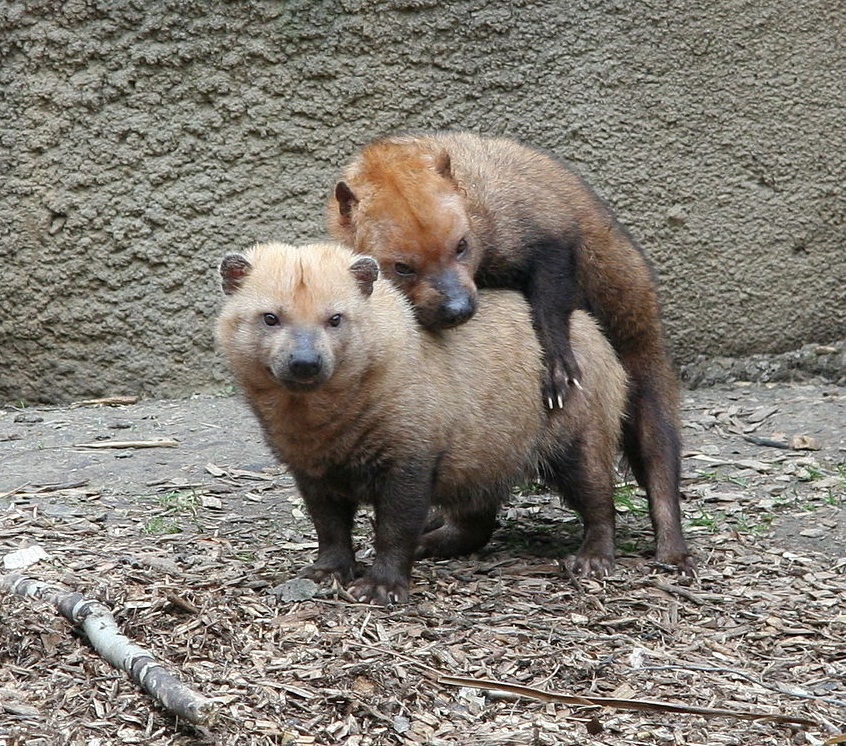

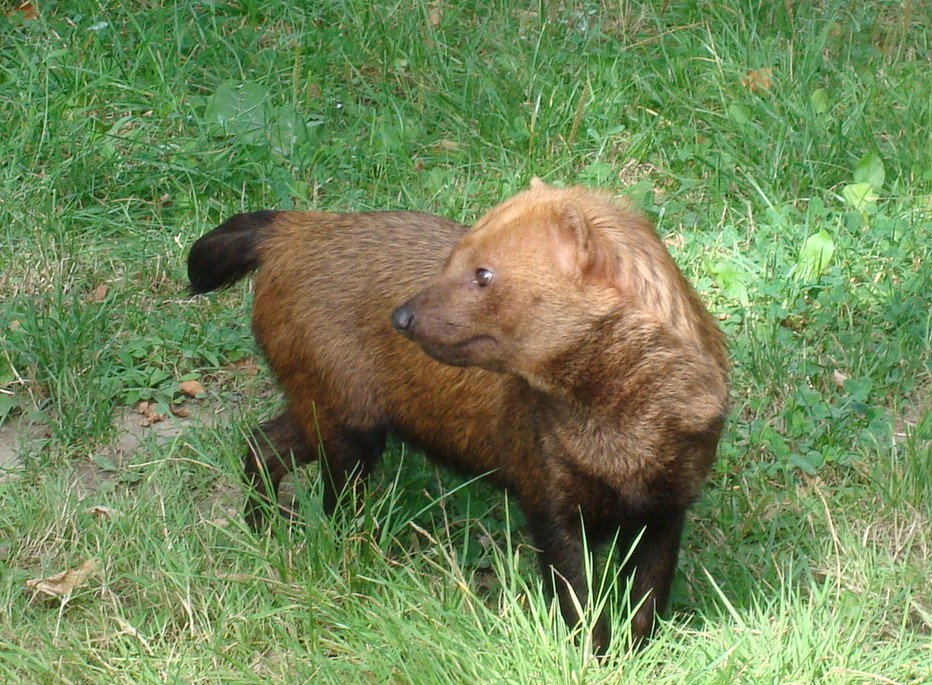

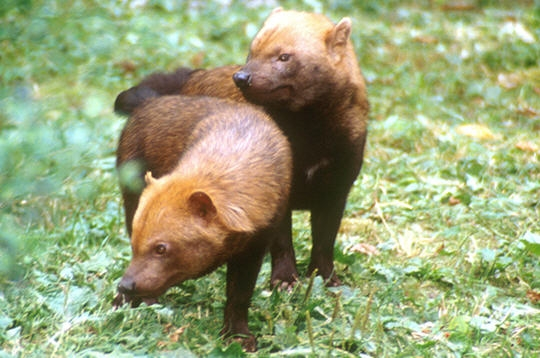

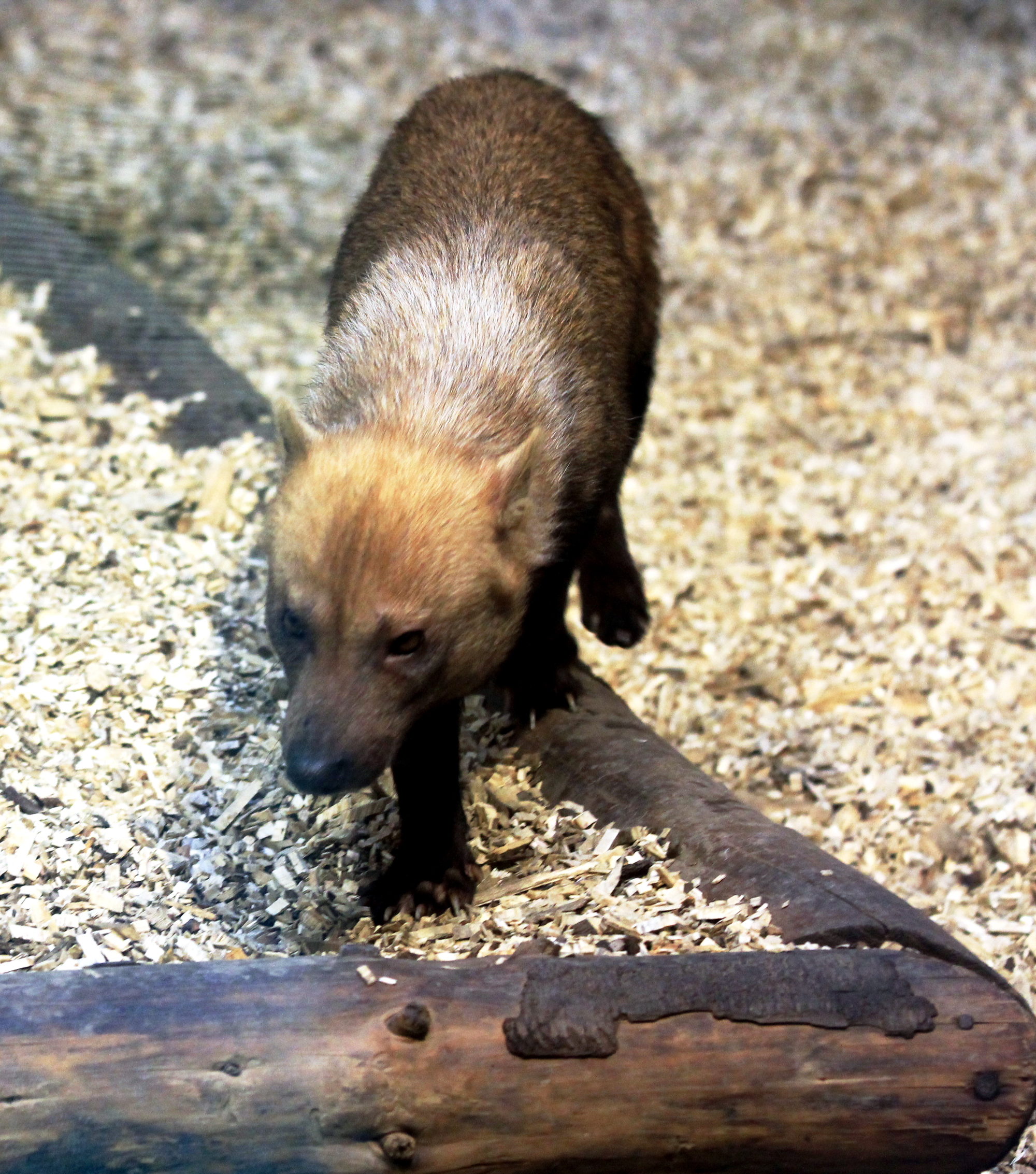

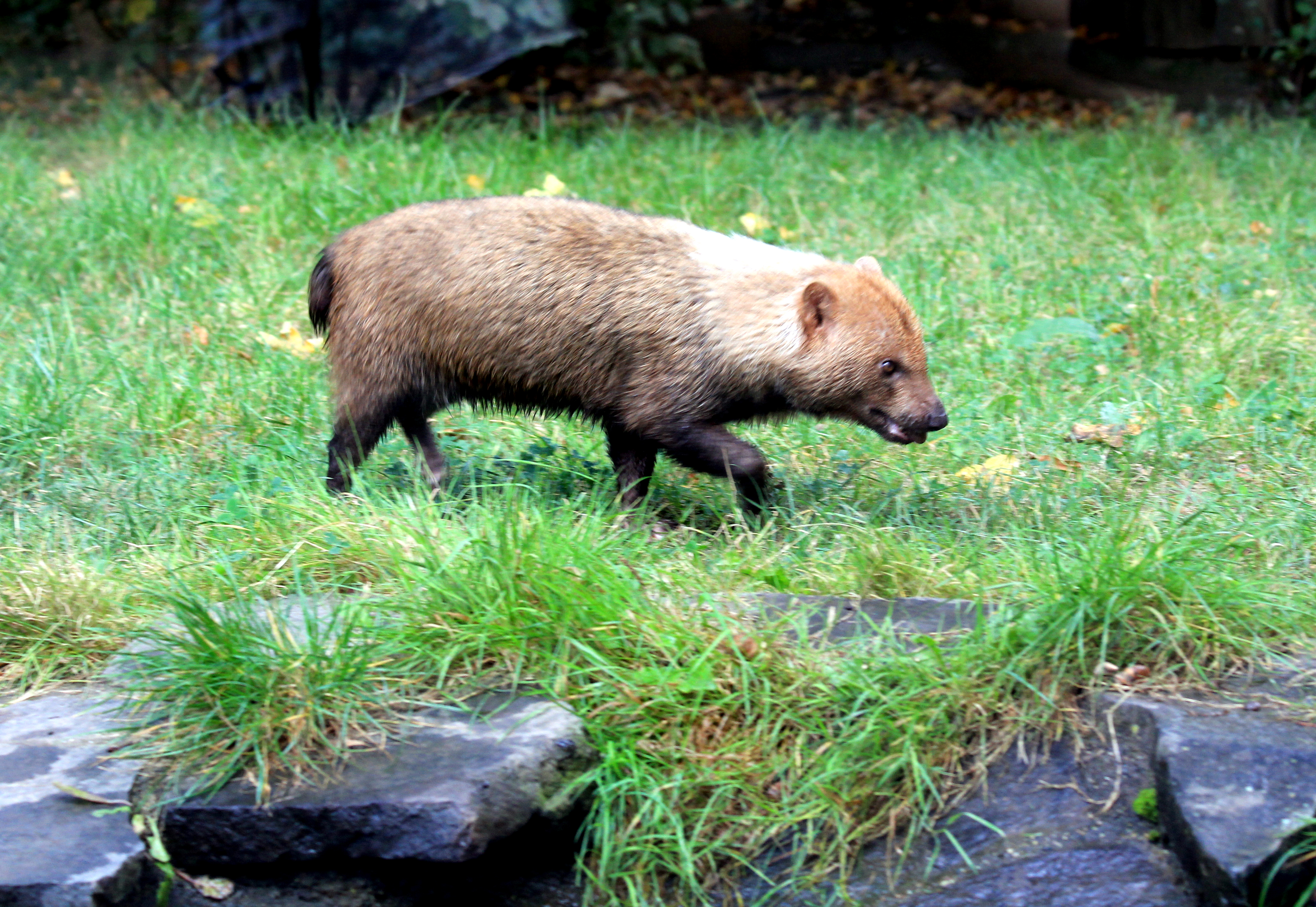

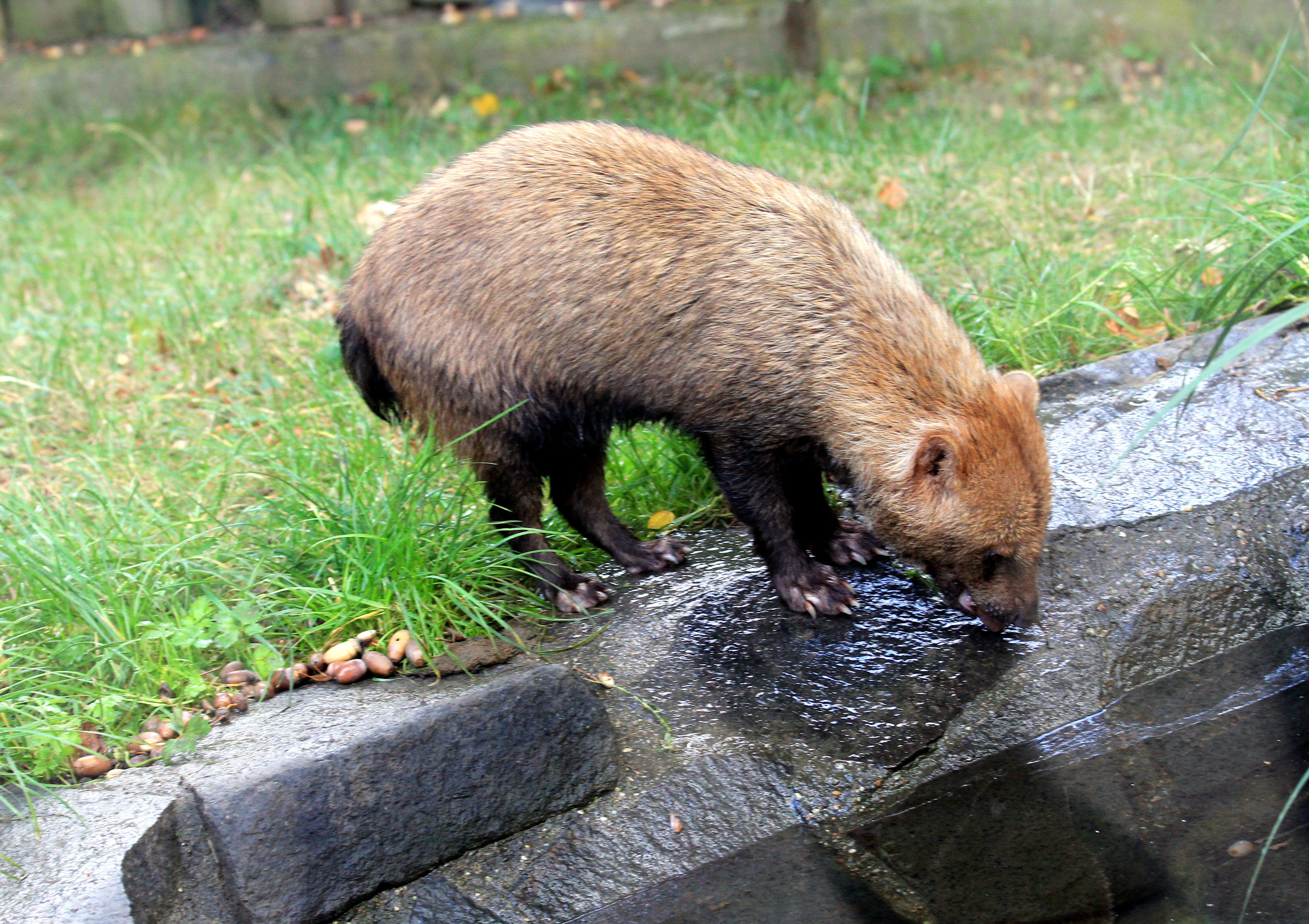

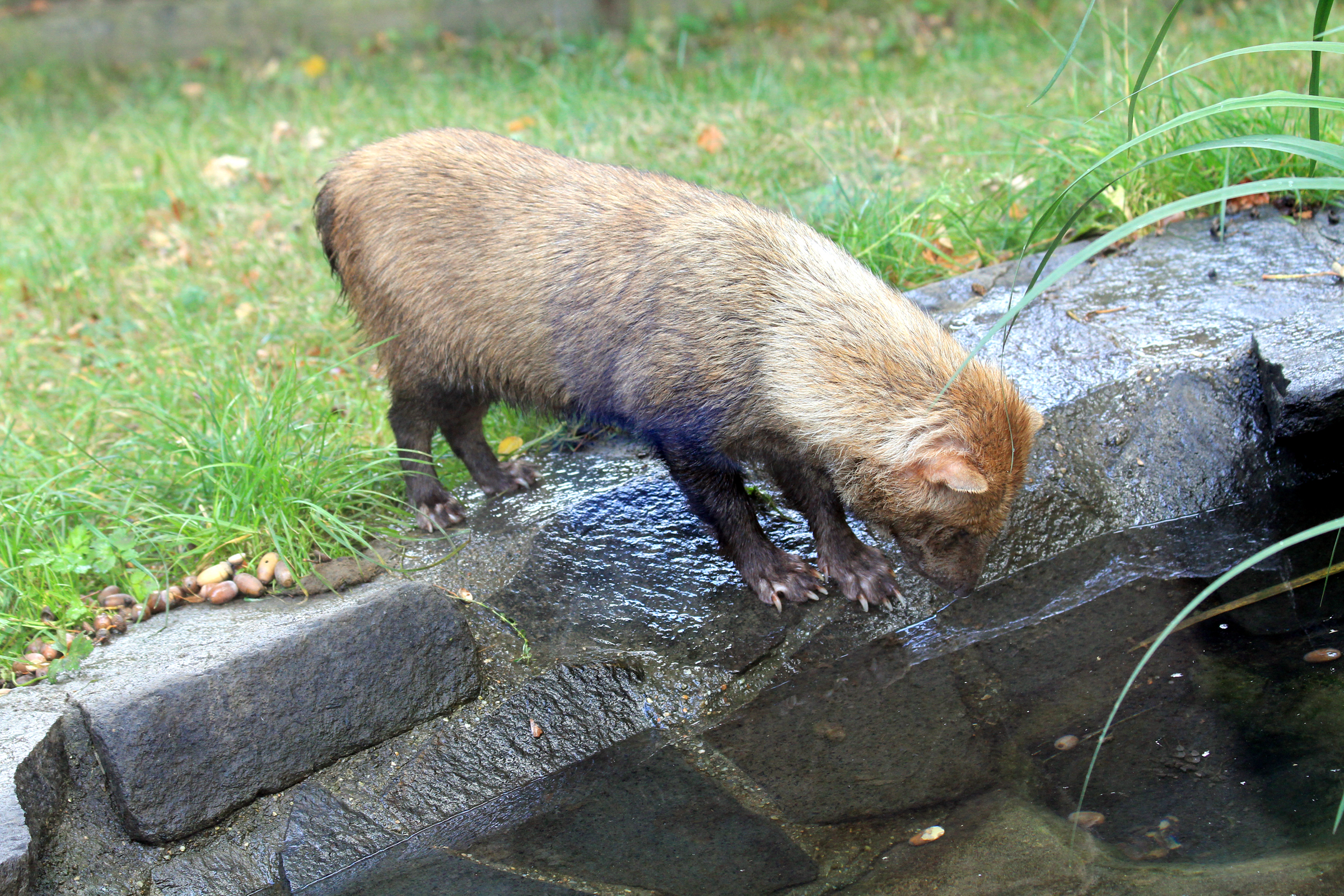

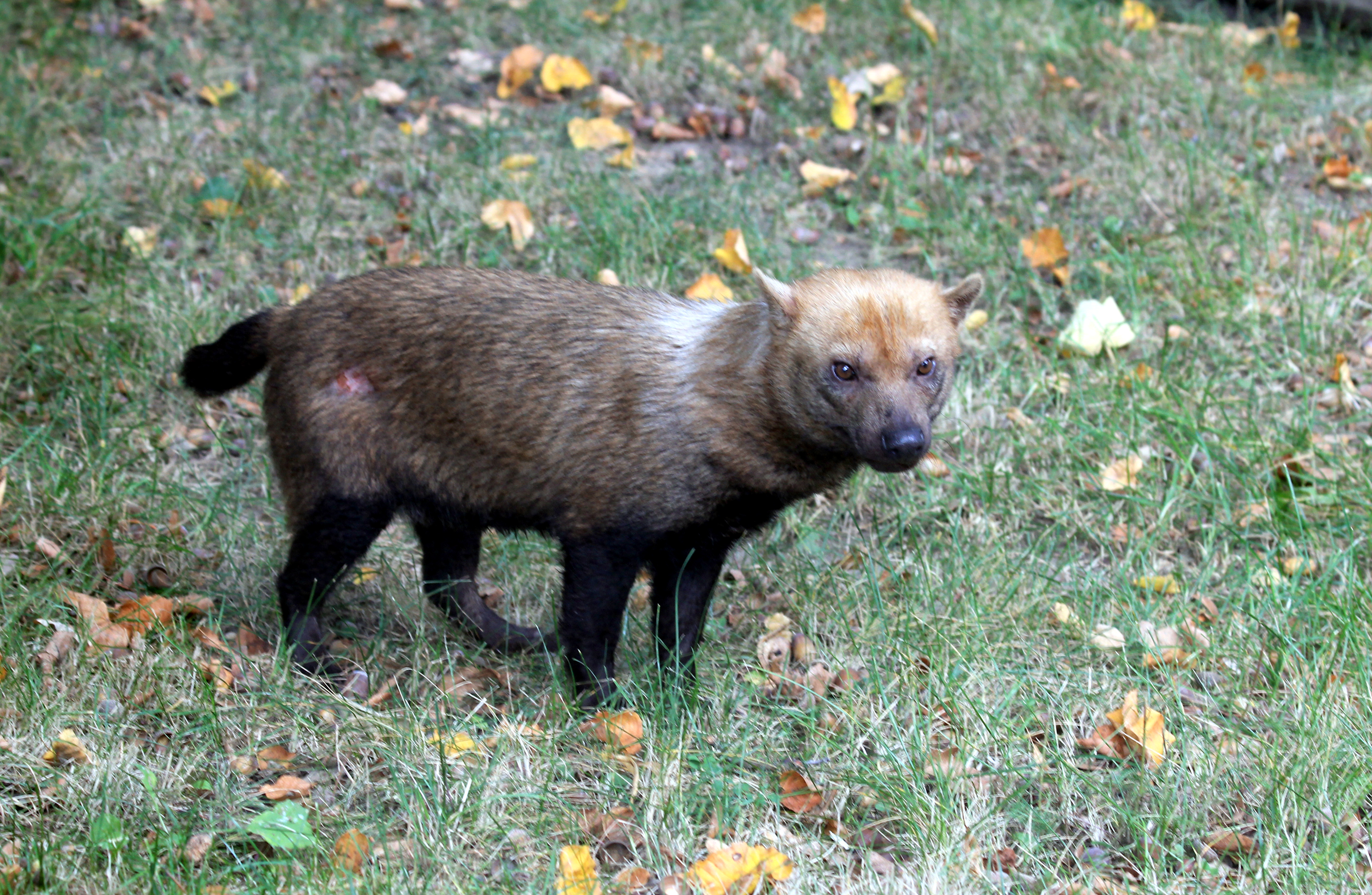